# Албуняно
Албуняно (на италиански: Albugnano) е село и община в Северна Италия с площ от 9 km² и 553 жители (към 31 декември 2010) в провинция Асти (AT), регион Пиемонт.
Албуняно се намира на 35 км северно от Асти и 20 км източно от Торино на височина от 549 м и често е наричан като „Балкон на Монферато“. Известен е със своето вино със същото име.
В града се намира „Abbazia di Vezzolano“, една от най-красивите манастирски църкви на Пиемонт от 13 век.

## Галерия
- Santa Maria di Vezzolano Abbazia romanico-gotica
- Chiesa romanica di San Pietro – Facciata
- Chiesa romanica di San Pietro – Abside